# USS LST-517
O USS LST-517 foi um navio de guerra norte-americano da classe LST que operou durante a Segunda Guerra Mundial.